# 気分はアクティブ!!
気分はアクティブ!!（きぶんはアクティブ）は、1989年10月11日から1990年3月30日までMBSラジオで放送されていた、平日のナイターオフ限定のラジオ番組。

## 概要
スポーツ情報と音楽で構成された「スポーツバラエティワイド」。アナウンサーはスポーツアナ中心に出演していた。金曜日は大阪・ミナミのビルから放送していた。
当時の番組表上のタイトル表記は『毎日放送ダイナミックナイター 気分はアクティブ!!』。

## 放送時間
- 19:30 - 21:20 （月曜日 - 木曜日）
- 19:30 - 21:00 （金曜日）

## 出演者
- 月曜日：青木和雄、水谷ミミ
- 火曜日：蜂谷薫、小山乃里子
- 水曜日：野村啓司、三好俊行、桜井一枝
- 木曜日：松井昭憲、鈴木美智子
- 金曜日：湊裕美子、水谷勝海

（参考：）

## コーナー
- 彼女がウエディングドレスにきがえたら （大阪平安閣グループ提供のコーナー）[1]
- 毎日ニュース・お天気のお知らせ
  - 他